# Aspirator

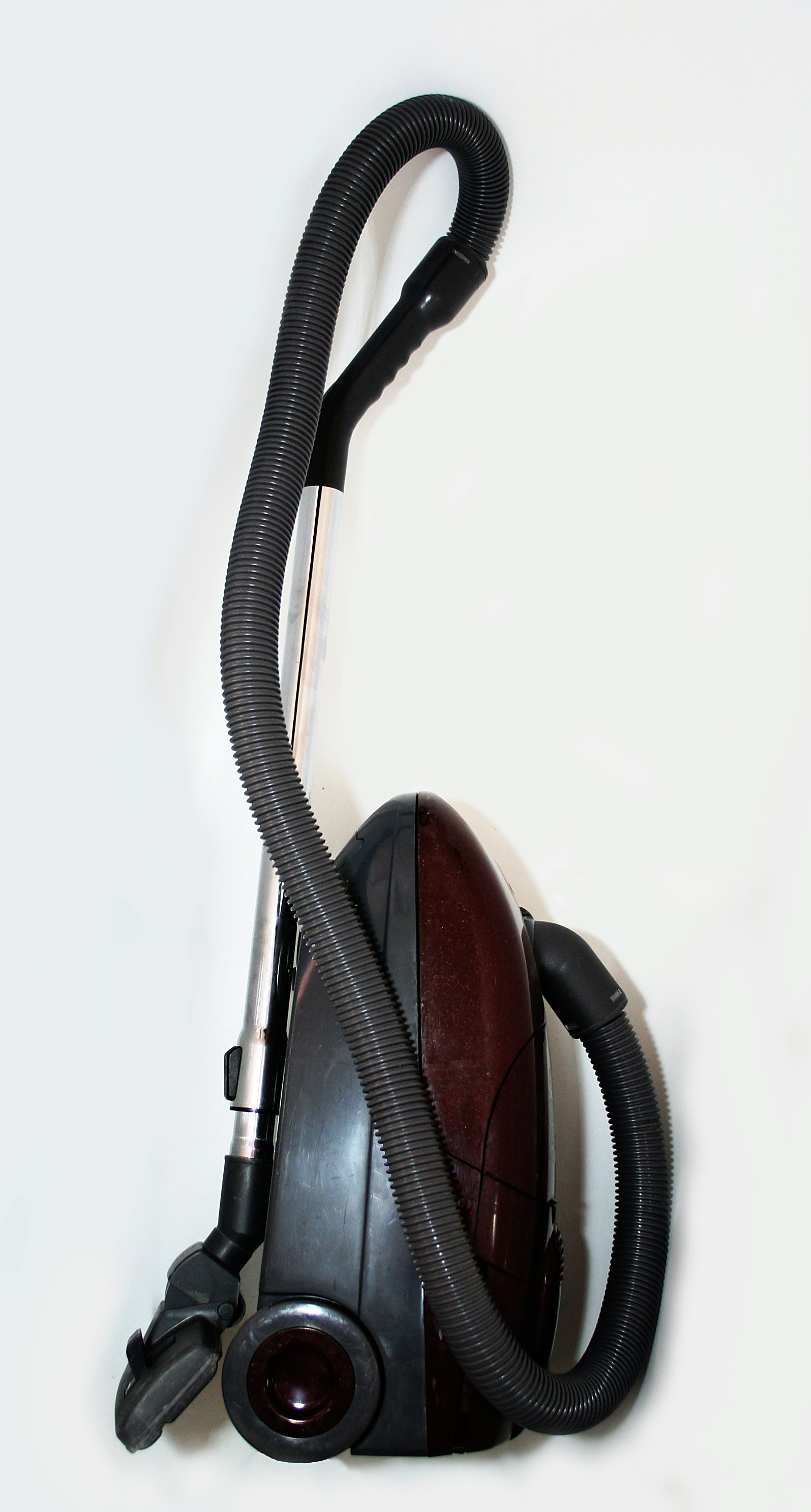
Aspirator de uz casnic

Aspiratorul este un aparat electrocasnic care folosește o pompă de aer pentru a crea un vid parțial care absoarbe praful și murdăria. Praful este colectat într-un sac (textil sau de hârtie) care acționează ca filtru principal sau într-un colector amovibil rigid prevăzut cu un sistem centrifugal.

## Istorie
Primul model de aspirator a fost inventat în 1860 de către Daniel Hess din West Union, Iowa și a purtat denumirea de „măturător”. Acea mașinărie avea o perie rotativă și un mecanism elaborat de furtunuri care să genereze absorbția prafului și mizeriei. Hess a primit un patent (US No. 29.077) pentru invenția sa la 10 iulie 1860.

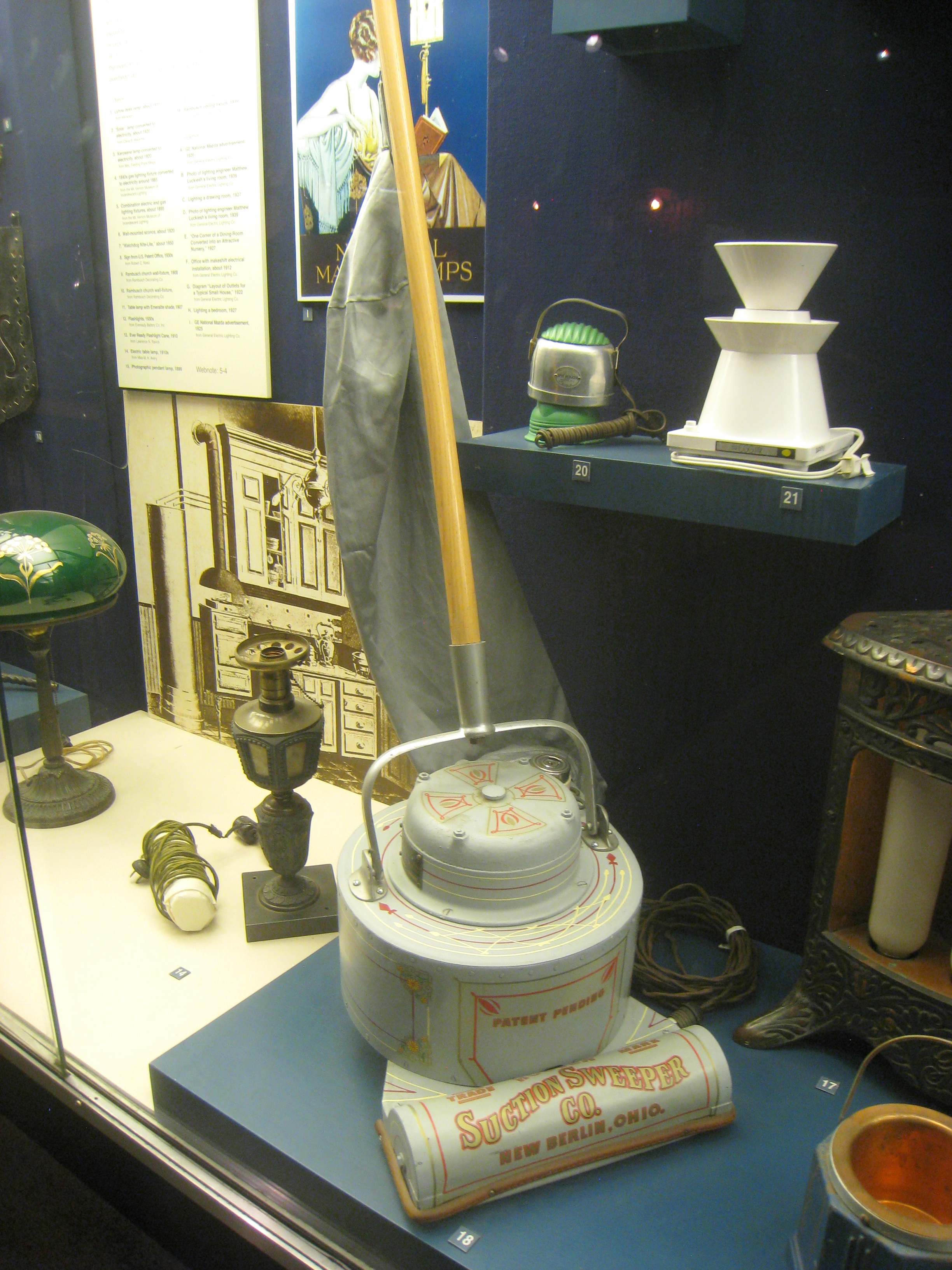
Un aspirator electric timpuriu al companiei Electric Suction Sweeper (circa 1908)

În 1868, Ives W. McGaffey a inventat și patentat în Chicago primul aspirator manual care folosea principiile de vacuum pe care l-a denumit „Whirlwind” („vârtej de vânt”). Acest model era mai ușor și mai compact, însă mai dificil de manevrat, deoarece avea o manivelă care trebuia învârtită în același timp în care aspiratorul era împins pe podea. Nu se poate estima exact succesul pe care acest model l-a avut, deoarece majoritatea aspiratoarelor vândute au fost distruse în Marele Incendiu din Chicago din 1871. Se cunosc doar două astfel de aparate care au supraviețuit, unul dintre ele putând fi găsit la Hoover Historical Center.
McGaffey a fost doar unul dintre inventatorii americani și europeni ai secolului al XIX-lea care au conceput aspiratoare acționate manual. El a obținut un patent (US No. 91,145) la 8 iunie 1869.
În 1876, Melville R. Bissell din Grand Rapids, Michigan a creat pentru soția sa, Anna Sutherland Bissell, un model de aspirator electric care să curețe rumegușul din covoare și, la scurt timp după, a fost creată compania Bissell Carpet Sweepers, pe care, după moartea soțului său, Anna a condus-o, devenind astfel cea mai puternică femeie de afaceri a acelui moment.
La 14 noiembrie 1898, John S. Thruman din St. Louis, Missouri a depus actele pentru a obține patentul (US No. 634,042) pentru un aspirator pneumatic pe care l-a denumit „renovator pneumatic pentru covoare”. Patentul a fost acceptat la 3 octombrie 1899. Thruman a creat un aspirator pe bază de benzină pentru o mare companie care oferea servicii de menaj,General Compressed Air Company. 
Despre englezul Hubert Cecil Booth se spune că ar fi cel care a inventat primul aspirator motorizat în 1901. Booth a creat un dispozitiv mare, care în primă fază a funcționat cu ajutorul unui motor pe ulei, iar mai târziu cu un motor electric, pe care l-a numit „Puffing Billy”. Principiul primului aspirator creat de Booth se baza pe aspirația aerului prin intermediul unei pompe și a unui filtru din pânză. 
De atunci și până în 1921 au fost patentate de către David T. Kenney, Walter Griffiths, Hermann Bogenschild, James Murray Spangler, Hoover și Nilfisk o serie de modele de aspiratoare cu diverse îmbunătățiri față de modelul original al lui Booth.

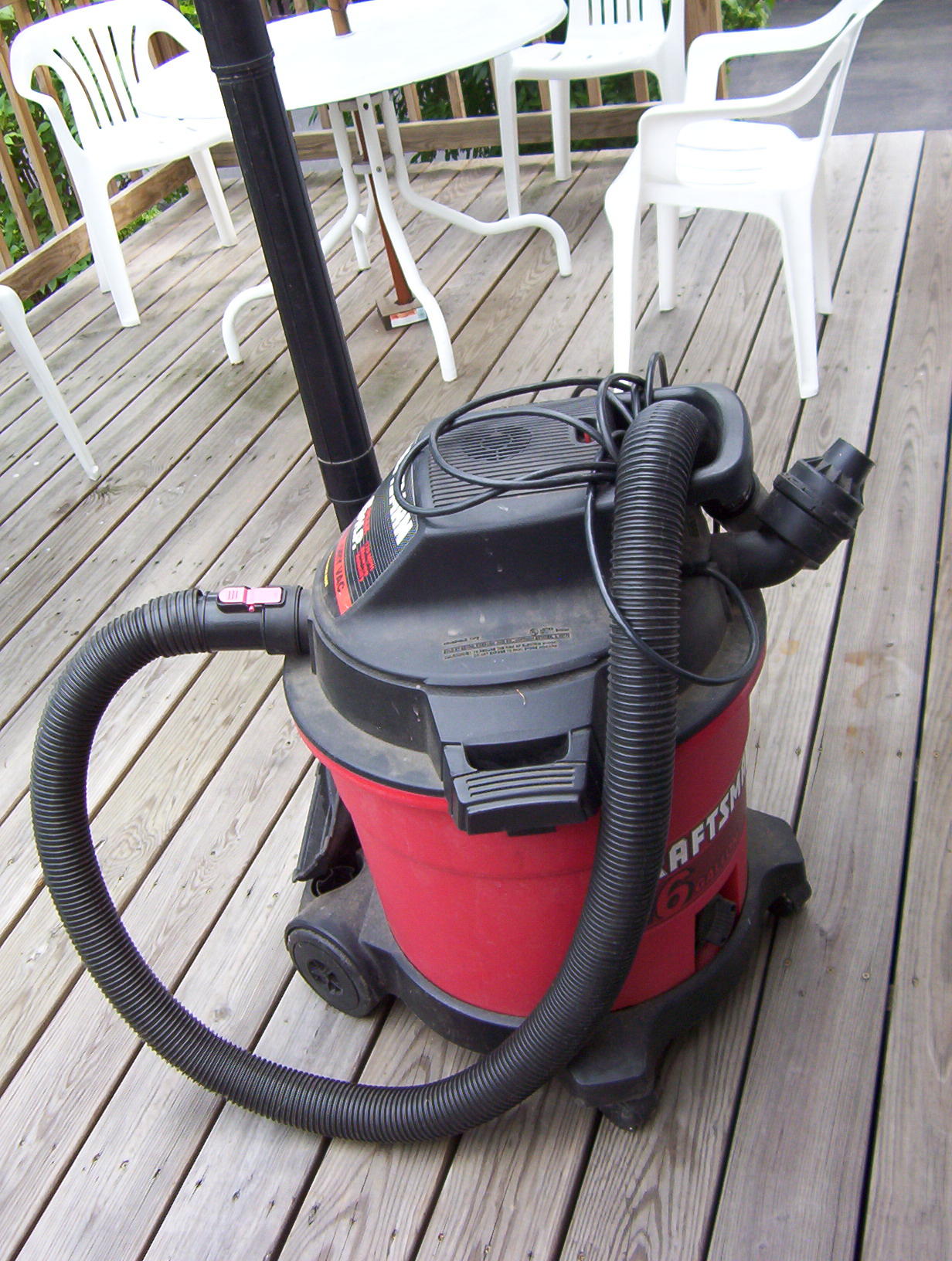
Aspirator casnic mixt (umed/uscat)

În 1921, Electrolux lansează pe piață Modelul V, un aspirator care a fost proiectat să stea pe podea, în poziție orizontală (spre deosebire de toate celelalte modele, care aveau poziție verticală), așezat pe două picioare metalice, acest model devenind punctul de pornire pentru toate generațiile viitoare de aspiratoare.